# Lista de presidentes da República Espanhola
O cargo de Presidente da República Espanhola foi o de chefe de Estado da Espanha durante duas ocasiões. A primeira na Primeira República Espanhola, onde era denominado Presidente do Poder Executivo e a segunda na Segunda República Espanhola, onde foi denominado oficialmente como Presidente da República Espanhola. Houve também a instauração do título entre 1939 e 1977 na Segunda República Espanhola no exílio, onde o cargo era apontado por um conselho de ministros em oposição ao regime franquista. O cargo atualmente se encontra extinto. 

## Lista
| Incumbente                                                                  | Incumbente                                                                  | Mandato                                                                     | Mandato                                                                     | Partido                                                                     |
| Presidente do Poder Executivo da Primeira República Espanhola (1873 - 1874) | Presidente do Poder Executivo da Primeira República Espanhola (1873 - 1874) | Presidente do Poder Executivo da Primeira República Espanhola (1873 - 1874) | Presidente do Poder Executivo da Primeira República Espanhola (1873 - 1874) | Presidente do Poder Executivo da Primeira República Espanhola (1873 - 1874) |
| --------------------------------------------------------------------------- | --------------------------------------------------------------------------- | --------------------------------------------------------------------------- | --------------------------------------------------------------------------- | --------------------------------------------------------------------------- |
|                                                                             | Estanislao Figueras                                                         | 12 de fevereiro de 1873                                                     | 11 de junho de 1873                                                         | Federal Republicano                                                         |
|                                                                             | Francisco Pi y Margall                                                      | 11 de junho de 1873                                                         | 18 de julho de 1873                                                         | Federal Republicano                                                         |
|                                                                             | Nicolás Salmerón                                                            | 18 de julho de 1873                                                         | 07 de setembro de 1873                                                      | Republicano Moderado                                                        |
|                                                                             | Emilio Castelar                                                             | 07 de setembro de 1873                                                      | 03 de janeiro de 1874                                                       | Republicano                                                                 |
|                                                                             | Francisco Serrano y Domínguez                                               | 03 de janeiro de 1874                                                       | 30 de dezembro de 1874                                                      | Conservador                                                                 |
| Presidentes da Segunda República Espanhola (1931 - 1939)                    |                                                                             |                                                                             |                                                                             |                                                                             |
|                                                                             | Niceto Alcalá Zamora                                                        | 11 de dezembro de 1931                                                      | 07 de abril de 1936                                                         | Direita Liberal Republicana                                                 |
|                                                                             | Diego Martínez Barrio (Interino)                                            | 07 de abril de 1936                                                         | 11 de maio de 1936                                                          | Partido Radical                                                             |
|                                                                             | Manuel Azaña                                                                | 11 de maio de 1936                                                          | 03 de março de 1939                                                         | Acción Republicana                                                          |
|                                                                             | José Miaja Menant (interino)                                                | 05 de março de 1939                                                         | 27 de março de 1939                                                         | Militar                                                                     |